# Gazi Husrev-beg-moskén
Gazi Husrev-beg-moskén (bosniska: Gazi Husrev-begova džamija, turkiska: Gazi Hüsrev Bey Camii), uppförd 1530/1531, är den största moskén i Sarajevo i Bosnien och Hercegovina. Den har sitt namn efter Gazi Hüsrev Bey som var bej över Bosniens sancak (ungefär län i det osmanska riket) under största delen av 1521–1541. 
Byggnaden är, tillsammans med omgivande byggnader, klassad som ett nationellt monument i Bosnien och Hercegovina. Den är ett bra exempel på ottomansk arkitektur. Den främre delen av byggnaden domineras av en portik, uppdelad i fem kvadratiska välvda fält och uppburen av tunga marmorpelare. Huvudentrén är dekorerad med stiliserade arabesker. Ovanför huvudentrén finns en stenhäll sex elliptiska fält. I vart och ett av dessa fält finns förgylld text inristad på blå bakgrund. Det sista fältets text beskriver moskén som en samlingsplats för dem som handlar gott och ett hem för dem som är tacksamma mot Gud. Siffersumman av tecknen som ingår i denna avslutande vers kan summeras till talet 938, det årtal enligt islamisk tideräkning då moskén byggdes.
Gazi Husrev-beg-moskén utsattes för mycket beskjutning under Belägringen av Sarajevo i början av 1990-talet. Därför är all interiör utsmyckning nygjord år 2001–2002, med ambitionen att efterlikna originaldekoren.
De fem dagliga böneutropen har hörts från den 45 meter höga minareten sedan moskén uppfördes.

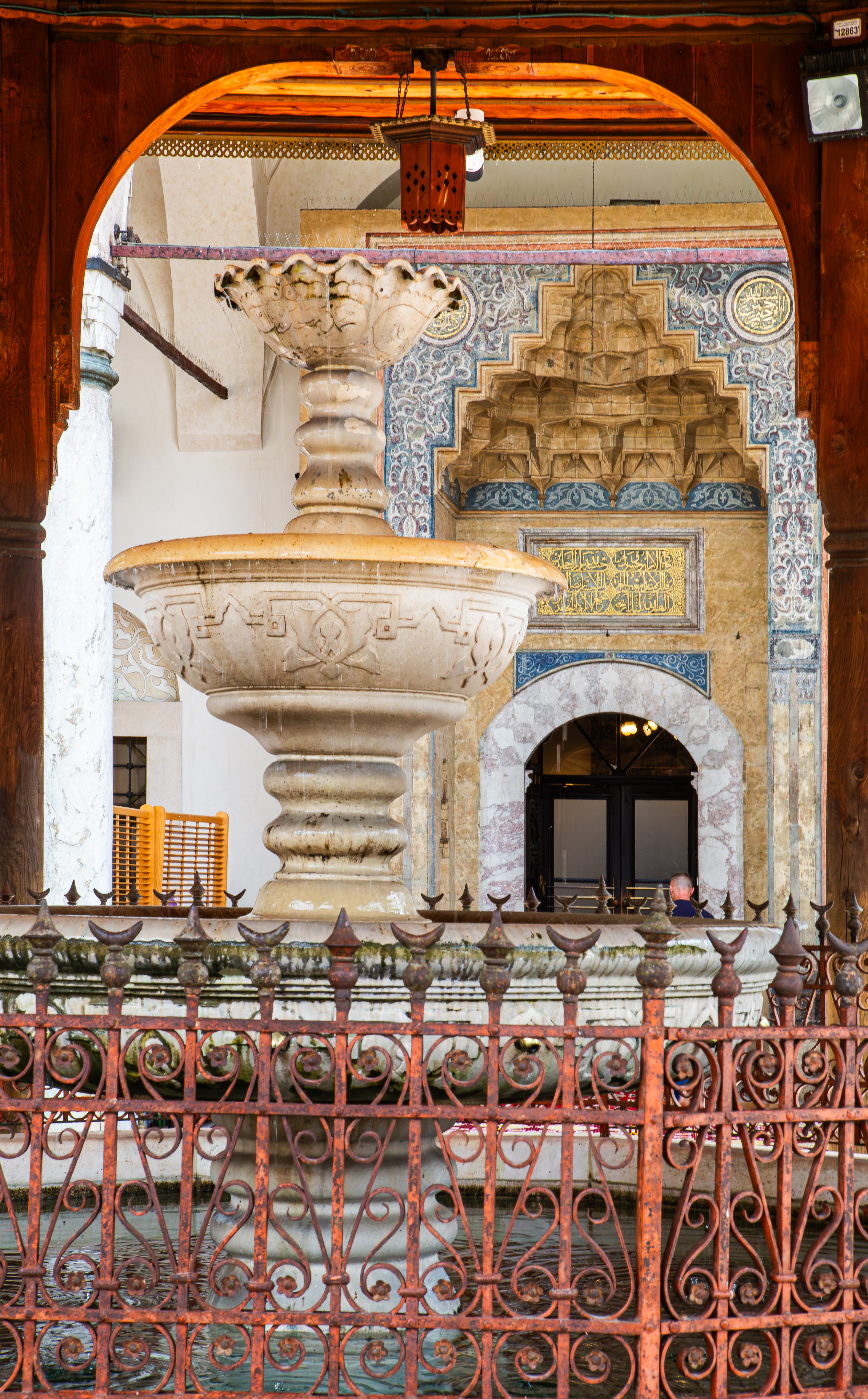
Marmorfontänen framför huvudentrén

Framför moskén finns en så kallad shādhrawān (arabiska: شاذروان) – en fontän för rituell rengöring inför bön. Den ursprungliga fontänen byggdes 1530, men har skadats och restaurerats vid ett flertal tillfällen. Den totalrenoverades 2002. Från början leddes vatten till fontänen via rörledningar från Crnilo-källan sju kilometer bort, men sedan nybyggnation 1893 har den varit kopplad till stadens vattensystem.